# Nationalencyklopedin
La Nationalencyklopedin (NE) è la più esauriente enciclopedia contemporanea in lingua svedese, promossa e sovvenzionata dal governo. La versione a stampa è costituita di 20 volumi con 172 000 articoli; la versione per Internet è di poco più grande, con 260 000 articoli nel giugno del 2005.

## Storia del progetto
Il progetto nacque nel 1980, quando una commissione governativa suggerì che le trattative fossero promosse da vari editori. Questo stadio terminò nell'agosto del 1985, quando Bra Böcker ad Höganäs divenne l'editore responsabile del progetto. La descrizione del progetto metteva in evidenza esigenze per un moderno lavoro di consultazione basato su un paradigma scientifico come pure mostrava l'esigenza di porre l'attenzione ai problemi del genere e dell'ambiente.
Le aspettative riposte sull'opera dal pubblico furono senza precedenti; prima ancora che il primo volume fosse pubblicato nel dicembre del 1989, l'enciclopedia giunse a essere ordinata già da 54 000 acquirenti. L'ultimo volume venne alla luce nel 1996, integrato con tre volumi aggiuntivi nel 2000.
Associati al progetto della Nationalencyklopedin sono anche:
- NE:s Ordbok, un dizionario in tre volumi (1995-1996)
- NE:s Årsband, volumi complementari riguardanti eventi attuali e spesso con informazioni mutevoli distribuiti annualmente fin dal 1997
- NE:s Sverigeatlas, un atlante della Svezia (1998)
- NE:s Världsatlas, un atlante mondiale (1998)
- NE-spelet, un gioco a quiz con 8000 domande (1999)

Nel 1997, la prima fu resa disponibile la prima edizione digitale dell'enciclopedia in 6 CD-ROM (più tardi anche su DVD), e nel 2000 fu resa accessibile su Internet tramite un servizio di sottoscrizione. La versione online contiene il dizionario, come pure una versione aggiornata dell'enciclopedia originale. Essa ha 356 000 voci, 183 000 delle quali sono articoli enciclopedici. Il servizio è stato completato con molte caratteristiche non disponibili nella versione stampata, come, ad esempio, un dizionario svedese-inglese.